# Городское поселение посёлок Чокурдах
Городско́е поселе́ние посёлок Чокурдах — муниципальное образование в Аллаиховском улусе Якутии Российской Федерации.
Административный центр — пгт Чокурдах.

## История
Статус и границы городского поселения установлены Законом Республики Саха (Якутия) от 30 ноября 2004 года N 173-З N 353-III «Об установлении границ и о наделении статусом городского и сельского поселений муниципальных образований Республики Саха (Якутия)»

## Население
| 2002  | 2011  | 2012  | 2013  | 2014  | 2015  | 2016  |
| ----- | ----- | ----- | ----- | ----- | ----- | ----- |
| 2591  | ↘2344 | ↘2292 | ↘2233 | ↘2153 | ↘2118 | ↘2068 |
| 2017  | 2018  | 2019  | 2020  | 2021  | 2022  | 2023  |
| ↗2095 | ↘2085 | ↘2068 | ↗2077 | ↘1869 | ↘1861 | ↘1832 |

## Состав городского поселения
| № | Населённый пункт | Тип населённого пункта      | Население |
| - | ---------------- | --------------------------- | --------- |
| 1 | Чокурдах         | пгт, административный центр | ↘1832     |